# Candelaria, Atlántico
Candelaria là một khu tự quản thuộc tỉnh Atlántico, Colombia. Thủ phủ của khu tự quản Candelaria đóng tại Candelaria Khu tự quản Candelaria có diện tích 143 km². Đến thời điểm ngày 28 tháng 5 năm 2005, khu tự quản Candelaria có dân số 10280 người.